# Гендриков Іван Симонович
Гендриков (Гендрихов) Іван Симонович (*1719 — †16 травня 1778, Рубіжне (Вовчанський район))) — військовий та державний діяч Російської імперії, граф (1742), генерал-аншеф (1762), організатор проведення Елекції гетьмана Кирила Розумовського у Глухові в 1750 році.

## Походження
Родина жила у Литві. Батько Симон Гейнрих (Гендрик) був селянином. Мати Христина Скавронська (Сконоромська, Сковоронська, Сковронська) — рідна сестра Скавронської Марти Самуїлівни, більш відомої, як Катерини I. Дід Самуїл Скавронський жив у Мінському воєводстві Великого князівства Литовського, а потім переселився у Маргенбург (нині Алуксне у Латвії).
В 1732 році І.Гендриков разом з братом прибули до Санкт-Петербурга, щоб вступити до шляхетського кадетського корпусу. Щоб мати статус шляхетного роду взяли прізвище від другого імені батька Гендриков.

## Військова служба
По закінченні кадетського корпусу у 1736 році отримав звання капрал. У складі Воронезького піхотного полку брав участь в російсько-турецькій війні 1735—1739 років.
У 1737 році брав участь у штурмі Очаківської фортеці, за що отримав звання сержанта, а згодом — прапорщика. У 1741 році у званні капітана був зарахований до складу 1-го Московського піхотного полку.
Нова імператриця Єлизавета Петрівна в день власного коронування 25 липня 1744 року призначила свого двоюрідного брата капітан-поручиком Преображенського полку.
Після цього починається швидка кар'єра:
- 1744 рік — бригадир, камергер майбутньої імператриці Катерини II, а тоді великої княгині Катерини Олексіївни;
- 1747 рік — генерал-майор, підпоручик лейб-компанії. Нагороджений голштинським Орденом Святої Анни;
- 1748 рік — нагороджений Орденом Святого Олександра Невського.

## Відрядження в Глухів
16 січня 1750 р. прибув до Глухова з царською жалуваною грамотою «прошеніе в гетманы Кирилы Григорьевича» для обрання гетьманом Кирила Розумовського.
22 лютого 1750 року у Глухові граф І.Гендриков провів елекцію (обрання) останнього українського гетьмана без присутності Кирила Розумовського. За це отримав від українських старшини 10 тисяч рублів.
Окрім цих коштів, самочинно прихопив із української скарбниці ще 2 000 рублів. Однак імператриця Єлизавета Петрівна наказала повернути кошти до Колегії закордонних справ у Санкт-Петербурзі.

## Служба при дворі
У 1750—1762 роках, як помічник графа Олексія Розумовського, завідував лейб-кампанією. В 1757 році отримав звання генерал-лейтенант. У квітні 1762 року імператор Петро ІІІ відправив його у відставку у званні генерал-аншефа.
Після приходу до влади Катерини II у липні 1762 року справи знову пішли вгору. За допомогу у сходженні на трон імператриця призначила І.Гендрикова шефом Кавалергардського корпусу.
Однак через два роки — у грудні 1764 р. був остаточно звільнений зі служби «для поправлення домашнього його стану», оскільки «через збільшення на ньому великого боргу не в змозі себе утримувати тут (тобто в Петербурзі) без крайнього собі розорення». При звільненні йому було подаровано 30000 рублів на сплату боргів.
На пенсії мешкав у Вовчанському повіті Харківщини. Тут йому належали великі маєтки, у яких жило понад 8000 душ чоловічої статі.
Похований у слободі Рубіжне (нині село Рубіжне Вовчанського району Харківської області), в спорудженому ним в 1769 році храмі Успіння Богородиці.

## Сім'я
Одружився з Єлизаветою (або Катериною) Сергіївною Бутурліною (? — 1784) — онукою генерал-аншефа Івана Івановича Бутурліна. У них народилось чотири сини та шість доньок:
- Катерина (? — 1814) — дружина графа Матвія Федоровича Апраксіна (1744—1803), який для молодої дружини побудував відомий палац на Покровці у Москві;
- Іван (? — 1801), полковник, секунд-ротмістр кінної гвардії;
- Єлизавета Ізмайлова (1737—1779);
- Софія Волконська;
- Сергій (1754—1818) — полковник;
- Варвара (1747—1817) — дружина сенатора Олексія Богдановича Челіщева (1744—1806);
- Андрій — поручик лейб-гвардії Кінного полку;
- Дмитро (1758—1762);
- Олександра Голіцина (1759—1789)[5]